# 竹山邑内站
竹山邑內站（：／ Juksan-eupnae yeok */?）曾为韩国铁路安城线上的一个车站，位于京畿道安城市竹山面竹山里，已于1944年废止。

## 历史
- 1927年9月15日：开始使用。
- 1944年12月1日：停用本站[1]。